# 1117

## Události
- prosinec – dohoda mezi Přemyslovci, Bořivoj II. vystřídal na trůnu Vladislava I., který odešel na svůj úděl ve východních Čechách.

## Narození
- ? – Ota I. Bavorský, bavorský falckrabě a vévoda († 11. července 1183)

## Úmrtí
- 23. ledna - Božetěcha, manželka kronikáře Kosmy.
- 25. února – Robert z Arbrisselu, francouzský potulný kazatel, poustevník, teolog a zakladatel kláštera Fontevrault (* 1050)
- 25. dubna – Bernard z Tironu, katolický světec (* 1046)
- 15. července – Anselm z Laonu, teolog a filosof (* cca 1050)
- ? – Svatý Ivo ze Chartres, biskup v Chartres (* 1040)

## Hlavy států
- České knížectví – Vladislav I. – Bořivoj II.
- Svatá říše římská – Jindřich V.
- Papež – Paschalis II.
- Anglické království – Jindřich I. Anglický
- Francouzské království – Ludvík VI. Francouzský
- Polské knížectví – Boleslav III. Křivoústý
- Uherské království – Štěpán II. Uherský
- Byzantská říše – Alexios I. Komnenos
- Jeruzalémské království – Balduin I.